# Lovro Šturm
Lovro Šturm (ur. 19 maja 1938 w Lublanie, zm. 2 grudnia 2021 tamże) – słoweński prawnik, nauczyciel akademicki i polityk, profesor Uniwersytetu Lublańskiego, przewodniczący Sądu Konstytucyjnego (1997–1998), minister edukacji i sportu (2000) oraz minister sprawiedliwości (2004–2008).

## Życiorys
Ukończył szkołę średnią w rodzinnej miejscowości, a w 1961 studia prawnicze na Uniwersytecie Lublańskim. Kształcił się następnie w Trieście i Strasburgu w zakresie międzynarodowego prawa porównawczego. W 1966 doktoryzował się na macierzystej uczelni na podstawie rozprawy poświęconej zastosowaniu cybernetyki w administracji publicznej. Od ukończenia studiów jako nauczyciel akademicki zawodowo związany z Uniwersytetem Lublańskim. Pełną profesurę uzyskał w 1986. Specjalista w zakresie prawa administracyjnego, był kierownikiem instytutu administracji publicznej oraz katedry nauk administracyjno-prawnych. Był konsultantem projektów prowadzonych przez OECD i ONZ. Autor kilkunastu publikacji książkowych oraz licznych artykułów naukowych z zakresu nauk administracyjno-prawnych.
W okresie demokratyzacji zaangażował się w działalność publiczną. W 1990 został członkiem państwowej komisji wyborczej. W tym samym roku powołany na sędziego Sądu Konstytucyjnego, w którym zasiadał przez osiem lat; od 1997 do 1998 sprawował funkcję jego prezesa. W 1998 został przewodniczącym słoweńskiej sekcji Międzynarodowej Komisji Prawników. Od czerwca do listopada 2000 sprawował urząd ministra edukacji i sportu w rządzie Andreja Bajuka. Związany z partią Nowa Słowenia, z jej rekomendacji od grudnia 2004 do listopada 2008 był ministrem sprawiedliwości w koalicyjnym gabinecie Janeza Janšy. Od 2011 przewodniczył organizacji politycznej „Zbor za repúbliko”.